# Pai Ping-ping
Pai Ping-ping (chino tradicional: 白冰冰, Hanyu Pinyin: Bai Bingbing, nacido el 17 de mayo de 1955 en Keelung) es una cantante, actriz y activista social taiwanesa.

## Carrera
Nacida de una familia pobre en Keelung, Pai abandonó la educación formal en sus años de adolescencia. En 1973 ganó un premio en un concurso de canto organizada por un canal de Televisión de Taiwán, y tras este éxito le siguió una carrera en el negocio del entretenimiento local. En 1975 se trasladó a Japón para estudiar canto y actuación. En este momento ella tenía una relación con el cómics y escritor japonés, Ikki Kajiwara y se casaron después. Su hija Pai Hsiao-yen nació en 1980, pero su matrimonio se disolvió rápidamente un año después, tras un cometido de Kajiwara cuando provocó la relación extramatrimonial y la violencia doméstica. Pai Ping-ping tuvo que regresar a su natal Taiwán y crio a su hija Hsiao-yen como una madre soltera. Desde a mediados del decenio de 1980, Pai ha ido ganando popularidad por su estilo burlón, convirtiéndose en una de las artistas más conocidas de Taiwán. Richard Lloyd Parry-de The Independent describió a Pai como la "Cilla Black de Taiwán". Además de su carrera entretenida, Pai también realizó importantes inversiones en la industria local de servicios de cáterin.
En 1997, Pai Hsiao-yen, entonces de 16 años, fue secuestrada, violada, torturada y asesinada. Posteriormente, este evento convirtió a Pai en una activista social para defender el uso de la pena de muerte; Pai fundó la Swallow Foundation y la presidió hasta la fecha para abogar por la pena capital y brindar apoyo legal a las víctimas de delitos locales. Lloyd-Parry describió que la atención en torno al asesinato de la hija de Pai le dio a Pai "una fama mayor, aunque más terrible, que la que tenía como artista". 